# Pennahia argentata
Pennahia argentata är en fiskart som först beskrevs av Houttuyn 1782.  Pennahia argentata ingår i släktet Pennahia och familjen havsgösfiskar. Inga underarter finns listade i Catalogue of Life.